# Noche americana

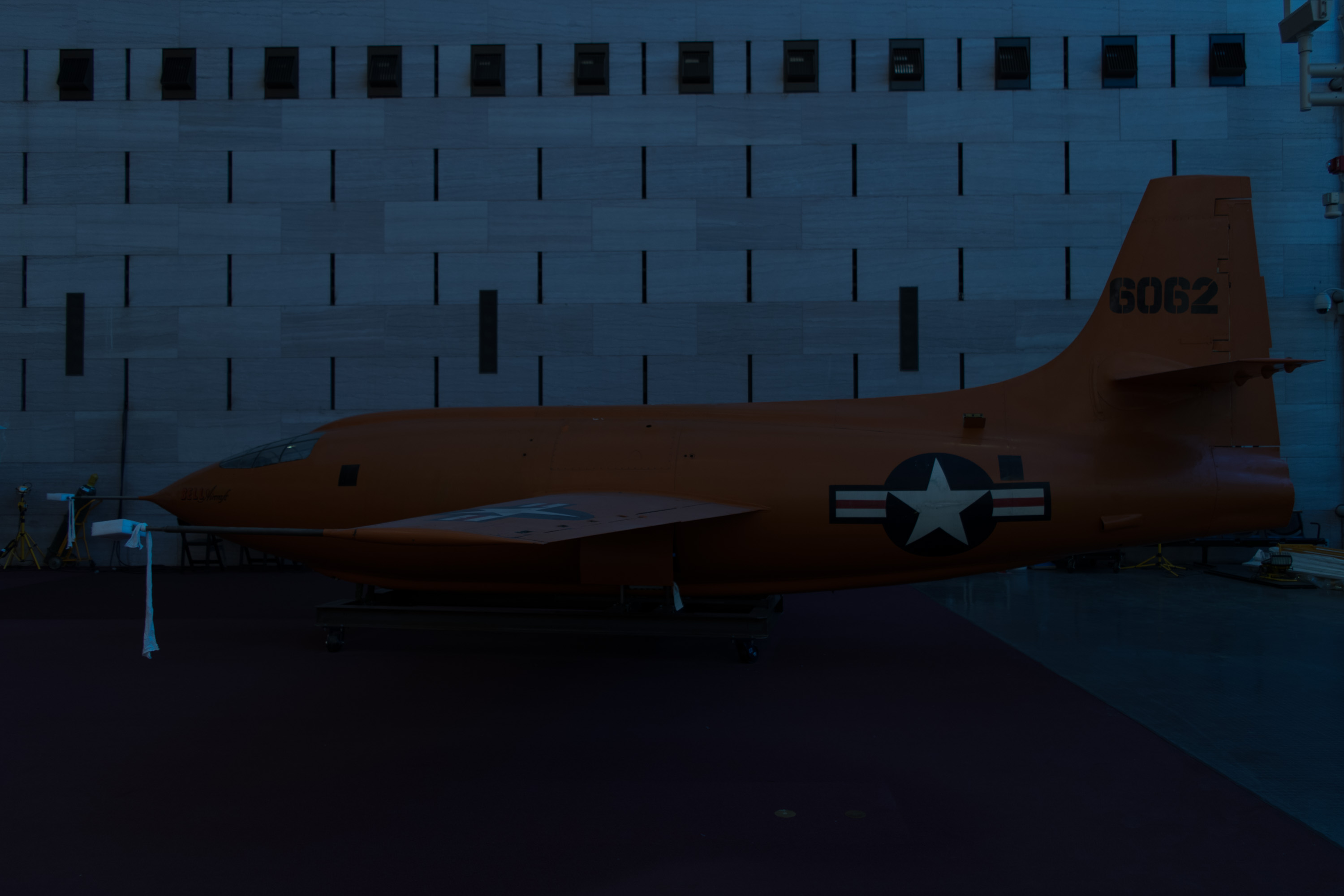
Aunque se filme durante el día, con filtros y colorización se puede hacer que una escena parezca como si tuviera lugar de noche.

En realización cinematográfica, la noche americana es una técnica utilizada para simular una ambientación nocturna en una escena rodada a la luz del día.
Consiste en filmar escenas durante el día utilizando un filtro en cámara, de color azul si se filma en color, o bien de color rojo si se utiliza película en blanco y negro, y subexponiendo la imagen, a modo de conseguir una imagen oscurecida y azulina, en su caso. De esta forma, se simula la noche y la luz de la luna. Mientras se filma con esta técnica, se evita filmar el cielo y se tiene especial cuidado en las sombras para no perder realismo.
Esta técnica, desarrollada inicialmente en los Estados Unidos con el nombre originario de Day for night, fue muy usual durante largas décadas del cine. Más recientemente se ha ido abandonando, debido a que se dispone de material fotográfico mucho más sensible, que permite filmar en condiciones de poca luz. Con ello se consigue un efecto más real, ya que en la noche americana el espectador se da cuenta fácilmente de la técnica utilizada, debido a que los objetos proyectan fuertes sombras, lo cual ocurre de noche muy poco o en ningún grado.

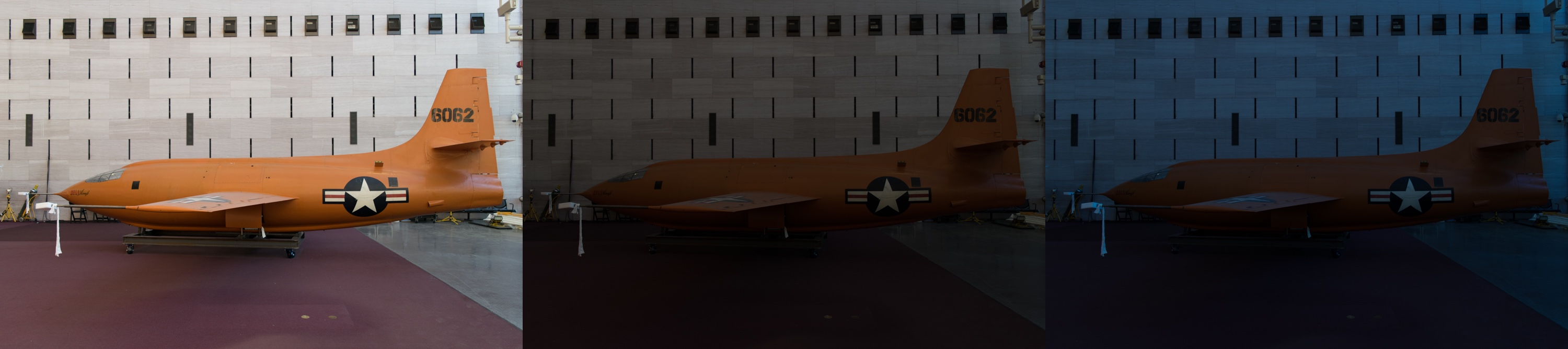
Serie de imágenes que demuestran la técnica:
Izquierda: una escena fotografiada con un nivel de exposición normal.
Medio: una versión subexpuesta de la misma toma.
Derecha: el producto final, una imagen oscurecida con un tinte azul aplicado.

El título de la película de François Truffaut La noche americana (1973) hace referencia a esta técnica.